# Denise de Haan
Denise de Haan (Amsterdam, 10 september 1986) is een professioneel wakeboarder die jarenlang aan de wereldtop van deze sport heeft gestaan.

## Loopbaan
De Haan staat al jaren op het water en wint vele (inter)nationale titels voor zowel de discipline 'boot' als 'kabel'. Denise begon in Almere met wakeboarden toen ze 12 jaar was. In die tijd speelde zij op een vrij hoog niveau voetbal, maar besloot ermee te stoppen nadat ze leerde wakeboarden. Vanaf dat moment was ze verslaafd en toegewijd aan de sport.
Denise trainde sinds 2006 in Singapore bij coach Paul Fong. In 2007 raakte ze voor het eerst geblesseerd (gescheurde voorste kruisband- rechts) en werd ze in Singapore geopereerd. In 2008 werd ze wereldkampioen (kabel) en Europees kampioen (boot). Eind 2008 scheurde ze haar linker voorste kruisband en werd ze hieraan in oktober 2008 geopereerd in Nederland. Begin 2009, toen ze haar training wilde hervatten scheurde haar linker-meniscus, waaraan ze in juli 2009 is geopereerd. 
In mei 2010 bereikte ze vele nieuwsstations en kranten vanwege een (illegale) wakeboard race tegen wakeboarder Duncan Zuur in de Amsterdamse grachten.
De Haan werd tijdens haar comeback in 2010 nummer 1 op de wereldranglijst. 
Na herhaaldelijk langdurig geconfronteerd te zijn met blessureleed besloot ze in 2014 te stoppen met professioneel wakeboarden.
Alle ervaring die ze heeft opgedaan als topsporter, gebruikt ze nu in haar eigen coachingspraktijk. Ze begeleidt bijvoorbeeld oud-topsporters om zo goed mogelijk met het 'zwarte gat' om te gaan. Ze heeft ook een specialisatie in eetproblematiek/verslavingen waarin ze ook ervaringsdeskundige is.

## Resultaten

### Boot
- 2002
  - 1e O'neill Cup
  - Sportvrouw van het jaar, Almere
  - Sportvrouw van het jaar, Flevoland

- 2003
  - Nederlands kampioen
  - 1e O'neill Cup

- 2004
  - Overall Nederlands kampioen N.W.W.B. Cup
  - Nederlands kampioen
  - N.W.W.B. Rider van het jaar

- 2005
  - 3e World Cup Stop #3
  - 4e World Cup Stop #4
  - 1e O'neill Cup
  - Sportvrouw van het jaar, Almere
  - N.W.W.B. Rider van het jaar

- 2006
  - Nederlands kampioen
  - 1e Britse Nationals
  - 3e Overall World Cup
  - 4e World Cup Stop #4
  - 2e Europese Kampioenschappen
  - 4e U.S. Masters
  - EAME Rider van het jaar

- 2007
  - 4e U.S. Masters
  - Voor de rest van het seizoen geen resultaten vanwege blessure

- 2008
  - Europees kampioen
  - Nederlands kampioen
  - 4e World Cup Stop #2
  - Sportvrouw van het jaar, Almere
  - Sportvrouw van het jaar, Flevoland

- 2009
  - Geen resultaten vanwege blessure

- 2010
  - Geen resultaten wegens focus op Cable

- 2011
  - Nederlands kampioen

### Kabel
- 2000
  - Nederlands kampioen

- 2001
  - 2e Wereldkampioenschappen, Categorie meisjes
  - Europees kampioen, Categorie Junior dames
  - Nederlands kampioen
  - 1e Rebecca Cup
  - N.W.W.B. Rider van het jaar

- 2002
  - Europees kampioen, Categorie Junior Dames
  - 3e Overall Europese Kampioenschappen
  - Overall kampioen Junior Wakeboard Trophy
  - Sportvrouw van het jaar, Almere
  - Sportvrouw van het jaar, Flevoland

- 2003
  - 2e Wereldkampioenschappen
  - Nederlands kampioen

- 2004
  - Overall kampioen N.W.W.B. Cup
  - Europees kampioen
  - Nederlands kampioen
  - N.W.W.B. Rider van het jaar

- 2005
  - World Games winnaar
  - Wereldkampioen
  - Sportvrouw van het jaar, Almere
  - N.W.W.B. Rider van het jaar

- 2006
  - EAME Rider van het jaar

- 2007
  - Geen resultaten vanwege blessure

- 2008
  - 1e Wake Park World Series #1
  - 1e Wake Park World Series #2
  - 2e Wake Park World Series #3
  - WWA Wereldkampioen
  - Sportvrouw van het jaar, Almere
  - Sportvrouw van het jaar, Flevoland

- 2009
  - Geen resultaten vanwege blessure

- 2010
  - 2e Wake the Pool, Leipzig Duitsland
  - 1e Int. Season Opening Standings (SOS)Cup by IWWF, Marburg Duitsland
  - 2e Int. CWWC Wakeboard Stop by IWWF, Belgrado Servië
  - 3e Wake Park World Series #2, Nieuwegein
  - 3e Europees Kampioenschap, Izmit Turkije
  - 3e IWWF World Trophy, Izmit Turkije
  - 1e Mettle Games, Singapore

- 2011
  - 3e WWA World Cup, München Duitsland
  - 1e Cope 'n Waken, Kopenhagen Denemarken
  - 1e Zadar Wakeboard contest, Kroatië
  - 1e WWA World Cup Protest Cable call, Nieuwegein
  - 3e IWWF tourstop, Asten Oostenrijk
  - Europees Kampioen Belgrado, Servië
  - Nederlands Kampioen, Nieuwegein
  - 2e Mettle Games, Singapore